# Euchloe charlonia
Euchloe charlonia là một loài bướm ngày thuộc họ Pieridae. Nó phân bố chủ yếu ở Bắc Phi, Trung Đông và thỉnh thoảng gặo ở phía nam bán đảo Iberia, đặc biệt ở Tây Ban Nha.
Phân loài Euchloe charlonia subspecies lucilla (Butler, 1886) được tìm thấy ở Ấn Độ.